# 開口マスキング干渉法

a) は再画像開口面 (re-imaged aperture plane) についての簡単な説明を示している。
b) と c) は Peter Tuthill と共同研究者によりケック望遠鏡の副鏡の前に設置された開口マスクのパターンを示す。黒抜きの部分がサブ開口 (マスクの小穴) を表している。説明のためにケック望遠鏡の主鏡の各セグメントの投影図が重なって描かれているが、マスクは実際には副鏡の前に置かれているのであり、マスクの大きさは主鏡よりずっと小さい。

開口マスキング干渉法（かいこうマスキングかんしょうほう、英：Aperture Masking Interferometry）は、スペックル干渉法の一種であり、地上設置天体望遠鏡を用いて、その回折限界に達する撮像を可能にする。この方法は簡単に言えば、望遠鏡の開口部にいくつかの小さな穴の開いたマスクを取りつけ、光はこの穴のみを通過できるようにするというものであり、この穴の配列はミニチュアの干渉計のような働きをする。この方法は、John E. Baldwinとキャヴェンディッシュ研究所宇宙物理学部門の共同研究者達によって開発された。
この技術は地上設置望遠鏡の能力を理論的に到達可能な限界まで引き出すことを可能にし、大口径の地上設置望遠鏡であれば、ハッブル宇宙望遠鏡をはるかにしのぐ鮮明な画像の取得さえ可能である。ただし、この技術は相対的に明るい天体にしか適用できないというのが、最大の制約事項である。
開口マスキング干渉法においては、マスクされた開口 (開口の大部分はブロックされ、光はサブ開口と呼ばれる一連の小さな穴のみを通過する) を通して得られたデータに対して、典型的にはバイスペクトル解析 (スペックル・マスキング) 法が適用される。
開口マスクは測定データから大気ノイズを除去し、マスクがない場合に比べて高速にバイスペクトルの測定を可能にする。
望遠鏡の全開口に等しい大きさのマスクの作成と設置には多大の費用と労力を要するので、簡単化のために通常はより小型のマスクを副鏡の前か (e.g. Tuthill et al. (2000))、あるいは図 1.a) に示すように再画像開口面 (re-imaged aperture plane) に置く方法が取られる (e.g. Haniff et al. (1987); Young et al. (2000); Baldwin et al. (1986))。
マスクは通常、非冗長型と部分的冗長型に種別される。非冗長型は任意の小穴のペアを結ぶ分離ベクトル (小穴の位置ベクトルの差 ； 「基線」と同義 - 開口合成 参照) が全てのペアで異なる小穴の配列で構成される。
この各小穴のペアは、撮像面にユニークな (重複を持たない) 空間周波数を持った干渉縞を発生させる。
部分的冗長型マスクは通常は (干渉縞の) 間隔の冗長性を最小化しながら、光量と測定対象の空間周波数の範囲を最大化するという二律背反に妥協を与えるように設計される (Haniff & Buscher, 1992; Haniff et al. , 1989)。
図 1.b) と 1.c) は、Peter Tuthill と共同研究者によるケック望遠鏡の開口マスクの例を示している。図 1.b) は非冗長マスクであり、1.c) は部分的冗長型マスクである。
高い光度におけるスペックル・マスキングの信号対雑音比は開口マスクにより向上できるのであるが、光子ノイズの限界近くで動作する検出器の限界微光光度は大幅には改善できない (see Buscher & Haniff (1993))。

## 参考資料
- Peter Tuthill's PhD thesis on aperture masking
- Baldwin et al. (1986)
- Buscher & Haniff (1993)
- Haniff et al. (1987)
- Haniff et al., 1989
- Buscher et al 1990
- Haniff & Buscher, 1992
- Tuthill et al. (2000)
- Young et al. (2000)